# Méga Gardíki
Méga Gardíki (Megalo Gardiki) är en ort i Grekland.   Den ligger i prefekturen Nomós Ioannínon och regionen Epirus, i den nordvästra delen av landet, 300 km nordväst om huvudstaden Aten. Méga Gardíki ligger 653 meter över havet och antalet invånare är 125.
Terrängen runt Méga Gardíki är kuperad åt sydväst, men åt nordost är den bergig. Runt Méga Gardíki är det mycket tätbefolkat, med 1 056 invånare per kvadratkilometer. Närmaste större samhälle är Ioánnina, 9,9 km sydost om Méga Gardíki. Trakten runt Méga Gardíki består till största delen av jordbruksmark.